# Lenguas galo-ibéricas
Las lenguas galo-ibéricas constituyen una de las agrupaciones en que algunos autores y Ethnologue clasifican las lenguas romances, aunque otros autores discrepan de que constituyan una unidad filogenética válida. Las lenguas galo-ibéricas comparten un buen número de isoglosas, vocalismos y características que son únicas en las lenguas romances. El grupo está conformado por las lenguas iberorromances, occitanorromances, galorromances, galoitálicas y retorromances. Según otros autores también comprende al mozárabe que sería una variedad pre-galoibérica. Este conjunto de lenguas se podría considerar el menos conservador del latín en cuanto a fonología. El grupo se ha llamado tradicionalmente lenguas romances occidentales, sin embargo algunos autores también consideran al romance insular como parte de las lenguas romances occidentales debido a algunas isoglosas compartidas.
Las lenguas galo-ibéricas tienen fuertes substratos de las lenguas celtas, germánicas y en menor medida del árabe tanto en la fonología como en el léxico. Esta influencia es más notable en las lenguas galorromances, galoitálicas, occitanorromances y retorromances. Por ejemplo el substrato germánico hizo que desarrollaran vocales inexistentes en otras lenguas romances (/y/, /ø/, /œ/, /æ/, /ə/).

## Isoglosas
Las lenguas galoibéricas presentan las siguientes isoglosas:
- Palatalización del grupo -cl. La palatalización se dio principalmente en /tʃ/, /ʎ/, /j/, aunque también se dio de otras maneras. En español posteriormente se dio aspiración tras la palatalización. Un rasgo compartido con el romance insular. Ejemplos son:[3][4]

| Latín       | Español   | Portugués | Catalán   | Francés    | Romanche | Lombardo  | Véneto    | Sardo (Insular) | Italiano (Oriental) |
| ----------- | --------- | --------- | --------- | ---------- | -------- | --------- | --------- | --------------- | ------------------- |
| Veclus      | vie(j)o   | ve(lh)o   | ve(ll)    | vie(il)    | ve(gl)   | ve(gg)    | ve(ci)o   | bé(ci)u         | vecchio             |
| Cochlearium | cu(ch)ara | co(lh)er  | cu(ll)era | cui(ll)ère | cu(gl)ar | cu(gg)iar | cu(ci)aro | co(ci)àre       | cucchiaio           |
| Pariclus    | pare(j)o  | pare(lh)o | pare(ll)  | pare(il)   | pare(gl) | pare(gg)  | pare(ci)o | parí(ci)u       | parecchio           |
En romanche el grupo (gl) es pronunciado /ʎ/. En lombardo los grupos (cc) y (gg) son pronunciados /tʃ/ y /ʒ/ respectivamente. En sardo, lombardo y véneto el grupo (ci) es pronunciado /tʃ/. 
- Sonorización o pérdida de las oclusivas sordas intervocálicas /p, k, t/ probablemente por un substrato celta ya que la mayoría de estas lenguas tienden a sonorizar o perder estos fonemas de origen indoeuropeo.[5] Esto significa que muchas palabras que en latín originalmente iban con (/k/, /t/, /p/) entre vocales se cambiaron a (/g/, /d/, /b/, /v/). Un rasgo compartido con el romance insular.[3][4] Ejemplos de sonorización o pérdidas de las oclusivas sordas intervocálicas en algunas lenguas son:

| Latín        | Español   | Portugués  | Catalán   | Francés   | Romanche | Lombardo | Véneto   | Sardo (Insular) | Italiano (Oriental) |
| ------------ | --------- | ---------- | --------- | --------- | -------- | -------- | -------- | --------------- | ------------------- |
| Apertus      | a(b)ierto | a(b)erto   | o(b)ert   | ou(v)ert  | a(v)ert  | da(v)ert | a(v)erto | a(bb)ertu       | aperto              |
| Apicula/Apis | a(b)eja   | a(b)elha   | a(b)ella  | a(b)eille | a(v)ieul | a(v)a    | a(v)a    | à(b)e           | ape                 |
| Ficara/Ficus | hi(g)uera | fi(g)ueira | fi(g)uera | fi(g)uier | fi(gh)er | fi(g)àr  | fi(g)aro | fi(g)uera       | fico                |
| Cicada       | ci(g)arra | ci(g)arra  | ci(g)ala  | ci(g)ale  | ci(g)ala | si(g)ala | si(g)ała | chí(g)ula       | cicala              |
| Rotare       | ro(d)ar   | ro(d)ar    | ro(d)ar   | rô(d)er   | ro(d)ar  | rœu(d)à  | ro(d)ar  | arrò(d)are      | ruotare             |
| Potere       | po(d)er   | po(d)er    | po(d)er   | pou(v)oir | po(d)air | po(d)è   | po(d)er  | po(d)ere        | potere              |
- Formación del plural con (-s) derivada de la marca de acusativo plural del latín. Un rasgo compartido con el romance insular.[3][4][6] Ejemplos de formación del plural son:

| Latín                  | Español  | Portugués | Catalán | Francés | Romanche | Proto-galoitálico | Sardo (Insular) | Italiano (Oriental) |
| ---------------------- | -------- | --------- | ------- | ------- | -------- | ----------------- | --------------- | ------------------- |
| Planta, Plantæ/Plantas | plantas  | plantas   | plantes | plantes | plantas  | piantas, piante   | prantas         | piante              |
| Homo, Homines          | hombres  | homens    | homes   | hommes  | ums      | omes              | ómines          | uomini              |
| Studium, Studia        | estudios | estudos   | estudis | études  | studis   | studi             | istúdius        | studi               |

- Otra característica distinguidora es el participio femenino que en las lenguas galo-ibéricas y el romance insular acaba en -da o se pierde en algunas lenguas como el francés, en cambio en el romance oriental el participio femenino acaba en -ta al no haberse dado sonorización o perdida. Algunos ejemplos:[3][4]

| Español   | Portugués | Catalán   | Francés | Romanche  | Lombardo  | Véneto  | Sardo (Insular) | Italiano (Oriental) |
| --------- | --------- | --------- | ------- | --------- | --------- | ------- | --------------- | ------------------- |
| comparada | comparada | comparada | comparé | comparada | comparada | comparà | comparada       | comparata           |
| hablada   | falada    | parlada   | parlé   | parlada   | parlada   | parlà   | faedada         | parlata             |

- Se pierden las consonantes gemidas del latín en contraste con el romance oriental. Tampoco hubo desarrollo adicionales de gemidas a diferencia de lo que sucedió en algunas lenguas romances orientales. Un rasgo compartido con el romance insular.[3][4]

| Latín         | Español     | Portugués   | Catalán     | Francés      | Romanche      | Lombardo    | Véneto      | Sardo (Insular) | Italiano (Oriental) |
| ------------- | ----------- | ----------- | ----------- | ------------ | ------------- | ----------- | ----------- | --------------- | ------------------- |
| Vacca /wak:a/ | vaca /baka/ | vaca /vakɐ/ | vaca /baka/ | vache /vaʃə/ | vatga /vadʒa/ | vaca /vaka/ | vaca /vaka/ | bàca /baka/     | vacca /vak:a/       |
| Cuppa /cup:a/ | copa /copa/ | copa /copɐ/ | copa /copa/ | coupe /cupə/ | cupa /cupɐ/   | copa /copa/ | cópa /copɐ/ | còpa /copa/     | coppa /cop:a/       |

- Se pierde la -d intervocálica en ciertas palabras latinas, en contraposición con el romance oriental.[3][4][7]

| Latín    | Español  | Portugués | Catalán  | Francés  | Romanche | Lombardo | Véneto    | Sardo     | Italiano (Oriental) |
| -------- | -------- | --------- | -------- | -------- | -------- | -------- | --------- | --------- | ------------------- |
| Cadere   | ca(-)er  | ca(-)ir   | ca(-)ure | cho(-)ir | ca(-)ir  | cai(-)èr | cai(-)èr  | cae(-)ere | cadere              |
| Peduclus | pi(-)ojo | pi(-)olho | po(-)ll  | po(-)u   | po(-)gl  | pœu(-)gg | pe(-)ocio | pe(-)ógiu | pidochio            |
| Coda     | co(-)la  | co(-)la   | co(-)a   | cu(-)a   | que(-)ue | cu(-)a.  | có(-)a    | co(-)a    | coda                |

- Contienen muchas palabras latinas acabadas con (s, z) sin que sean necesariamente parte del plural.  (ej; seis (es, pt), sis (ca, rm), ses (lmo, vec), six /sis/ (fr), mes (es, ca), mês (pt), mois (fr), mais (rm), mess (lmo), plus (fr), püss (lmo). En italiano sei, mese, più. Un rasgo compartido con el romance insular.[3][4]
- Hay eliminación de vocales intertónicas (entre la sílaba tónica y la primera o la última sílaba).[3][4]
- Además tienen innovaciones fonéticas ausentes en las lenguas romances orientales y el romance insular.[8]

## Mozárabe
La clasificación del mozárabe dentro las lenguas romances, es algo controversial. Por su ubicación geográfica el mozárabe se clasifica como parte de las lenguas romances occidentales. Sin embargo, algunos lingüistas han sugerido que una de las características que definen las lenguas romances occidentales como la sonorización de las oclusivas sordas intervocálicas no estaba presente en el mozárabe. Otros lingüistas discuten eso y muestran pruebas de esa sonorización. Gran parte de la polémica se ha centrado en las letras árabes ṭāʾ y qāf, que tienen pronunciaciones sordas y pronunciaciones sonoras, dependiendo de la variedad lingüística. Es probable que ambas pronunciaciones se encontraran en el árabe de la península ibérica, haciendo el uso de estas letras poco fiable como evidencia. Por otra parte, se ha aportado pruebas de sonorización en el sur de la península en el siglo II. A pesar de ello el mozárabe comparte con todas las lenguas romances vecinas la evolución de las vocales, la palatalización del grupo -cl intervocálico, la presencia del plural -s, la eliminación de vocales intertónicas, los pronombres y los adjetivos posesivos delante de las palabras, los cuales son rasgos de las lenguas romances occidentales, el mozárabe constituiría una rama arcaica del romance occidental, especialmente del grupo galo-ibérico.
| Latín tardío | Mozárabe | Español | Italiano  |
| ------------ | -------- | ------- | --------- |
| *OCLU        | güell    | ojo     | occhio    |
| *ORICLA      | aurecha  | oreja   | orecchio  |
| *PEDUCLU     | bedocho  | piojo   | pidocchio |
| *VECLU       | biecho   | viejo   | vecchio   |
| *VERMICLU    | bermecho | bermejo | ___       |

## Clasificación
Se suelen clasificar de la siguiente manera:
- Galoibérico[11]
  - Lenguas iberorromances
    - Iberorromance occidental
      - Asturleonés
      - Español o castellano
      - Galaicoportugués
        - Gallego
        - Portugués

    - Aragonés

  - Lenguas occitanorromances
    - Catalán
    - Occitano

  - Lenguas retorromances
    - Friulano
    - Romanche
    - Ladino-dolomita

  - Lenguas galorromances
    - Francoprovenzal
    - Lenguas de oïl
      - Angevin-mayenés
      - Berrichon
      - Borgoñón
      - Franco-comtés
      - Francés o francien
      - Galo
      - Lorenés
      - Normando
      - Picardo
      - Valón
      - Poitevin-Santongés

  - Lenguas galoitálicas
    - Galoitálico principal
      - Ligur
      - Lombardo
      - Piemontés
      - Emiliano-romañol

    - Véneto
    - Istriano

  - Mozárabe †